# Sangrar o ar
Sangrar o ar, em motores a turbina a gás, é o ar comprimido tomado no interior do motor, após o estágio ou estágios de compressão  antes do combustível ser injetado nos queimadores. Enquanto em teoria, "sangrar o ar" pode ser projetado em qualquer motor de turbina a gás. A sua utilização é geralmente restrita aos motores utilizados em aeronaves. Sangrar o ar é valioso em uma aeronave por duas propriedades: alta temperatura e alta pressão (valores típicos são de 200–250°C e 275 kPa (40 PSI), para o ar de purga regulado saindo do pilone do motor para uso em toda a aeronave).